# Medalla Pierre de Coubertin
La medalla Pierre de Coubertin (también conocida como medalla de De Coubertin o la medalla al verdadero espíritu deportivo) es una condecoración especial otorgada por el Comité Olímpico Internacional que "rinde homenaje a las instituciones con una función pedagógica y educativa y a las personas que, a través de su investigación y la creación de obras intelectuales en el espíritu de Pierre de Coubertin, contribuyen a la promoción del Olimpismo".
La medalla, hecha de oro y entregada por primera vez en 1997, toma el nombre de Pierre de Coubertin, fundador de los Juegos Olímpicos modernos. Está reconocida como una de las mayores distinciones y honores que se le puede otorgar a un deportista olímpico.
La medalla no es el mismo premio que el trofeo mundial Pierre de Coubertin al juego limpio otorgado desde por primera vez en 1964 por el Comité Internacional para el Juego Limpio, aunque ambos a veces se confunden.

## Ganadores
| #  | Galardonado                       | País           | Logros | Fecha                                    | Lugar                                |
| -- | --------------------------------- | -------------- | --- | ---------------------------------------- | ------------------------------------ |
| 1  | Juan Antonio Samaranch            | España         | Séptimo presidente del Comité Olímpico Internacional                                                                               | 1997                                     | —                                    |
| 2  | Leon Štukelj                      | Eslovenia      | — | 12 de noviembre de 1999 (Título póstumo) | —                                    |
| 3  | Raymond Gafner                    | Suiza          | — | 1999                                     | —                                    |
| 4  | Raniero III de Mónaco             | Mónaco         | — | 2000                                     | —                                    |
| 5  | João Havelange[cita requerida]    | Brasil         | — | 2000                                     | —                                    |
| 6  | Gianni Agnelli                    | Italia         | — | 2000                                     | —                                    |
| 7  | Alain Danet [cita requerida]      | Francia        | — | 2000                                     | —                                    |
| 8  | Kurt Furgler[cita requerida]      | Suiza          | — | 2000                                     | —                                    |
| 9  | Henry Kissinger                   | Estados Unidos | — | 2000                                     | —                                    |
| 10 | Yoshiaki Tsutsumi[cita requerida] | Japón          | — | 2000                                     | —                                    |
| 11 | Emil Zátopek                      | Checoslovaquia | Juegos Olímpicos de Helsinki 1952                                                                                                  | 6 de diciembre de 2000 (Título póstumo)  | Helsinki, Finlandia                  |
| 12 | Kéba Mbaye[cita requerida]        | Senegal        | — | 2001                                     | —                                    |
| 13 | Rodolphe Leising[cita requerida]  | Suiza          | — | 2001                                     | —                                    |
| 14 | Wolf Lyberg                       | Suecia         | — | 2001                                     | —                                    |
| 15 | Spencer Eccles                    | Estados Unidos | Juegos Olímpicos de Salt Lake City 2002                                                                                            | Febrero de 2002                          | Salt Lake City, Utah, Estados Unidos |
| 16 | Artur Takac[cita requerida]       | Suiza          | — | 2002                                     | —                                    |
| 17 | Conrado Durantez                  | España         | — | 2002                                     | —                                    |
| 18 | Hilda Múdra                       | Eslovaquia     | — | 2002                                     | —                                    |
| 19 | Walburga Grimm                    | Alemania       | — | 2003                                     | —                                    |
| 20 | Cecilia Tait                      | Perú           | — | 2003                                     | —                                    |
| 21 | Marino Ercolani Casadei           | San Marino     | — | 2003                                     | —                                    |
| 22 | Julio Ernesto Cassanello          | Argentina      | — | 2003                                     | —                                    |
| 23 | Vanderlei de Lima                 | Brasil         | En reconocimiento a su excepcional demostración de juego limpio y valores olímpicos durante los Juegos Olímpicos de verano de 2004 | 29 de agosto de 2004                     | Atenas, Grecia                       |
| 24 | Erwin Niedermann[cita requerida]  | Austria        | — | 2004                                     | —                                    |
| 25 | Heiner Heinze[cita requerida]     | Alemania       | — | 2004                                     | —                                    |
| 26 | Martin Franken[cita requerida]    | Países Bajos   | En reconocimiento a su contribución a la promoción del Movimiento Olímpico y servicios al COI                                      | 16 de noviembre de 2006                  | Lausana, Suiza                       |
| 27 | Elena Novikova-Belova             | Bielorrusia    | XI Congreso Científico Internacional de 2007                                                                                       | 17 de mayo de 2007                       | Minsk, Bielorrusia                   |
| 28 | Shaul Ladany                      | Israel         | "Logros deportivos sobresalientes inusuales durante un lapso que abarca más de cuatro décadas"                                     | 17 de mayo de 2007                       | Minsk, Bielorrusia                   |
| 29 | Manfred Bergman[cita requerida]   | Israel         | Por los servicios prestados al Comité Olímpico Internacional y a la causa olímpica                                                 | Diciembre de 2008                        | Lausana, Suiza                       |
| 30 | Boyan Radev                       | Bulgaria       | — | 15 de septiembre de 2009                 | —                                    |
| 31 | Eric Monnin                       | Francia        | Especialista en educación olímpica                                                                                                 | 2012                                     | —                                    |
| 32 | Bob Nadin                         | Canadá         | Árbitro de hockey sobre hielo | 2012                                     | Estocolmo, Suecia                    |
| 33 | Richard Garneau                   | Canadá         | Juegos Olímpicos de Sochi 2014 | 6 de febrero de 2014 (Título póstumo)    | Sochi, Rusia                         |
| 34 | Michael Hwang                     | Singapur       | "Servicios excepcionales al Movimiento Olímpico"                                                                                   | 13 de octubre de 2014                    | Singapur                             |
| 35 | Petros Synadinos                  | Grecia         | Servicio prolongado y diverso al Movimiento Olímpico                                                                               | 2016                                     | Atenas, Grecia                       |
| 36 | Eduard von Falz-Fein              | Liechtenstein  | Servicio prolongado al Movimiento Olímpico                                                                                         | 17 de febrero de 2017                    | Vaduz, Liechtenstein                 |
| 37 | Lü Junjie                         | China          | Artista zisha | 16 de enero de 2018                      | Lausana, Suiza                       |
| 38 | Han Meilin                        | China          | Diseñador de los Fuwa, mascotas de los Juegos Olímpicos de Verano de 2008.                                                         | 24 de abril de 2018                      | Lausana, Suiza                       |
| 39 | Diego Pulido Aragón               | Guatemala      | "Por su labor de promoción al deporte y la cultura en el país"                                                                     | 28 de agosto de 2018                     | Ciudad de Guatemala, Guatemala       |
| 40 | Aldons Vrublevskis                | Letonia        | Expresidente del CON letón | 28 de noviembre de 2020                  | Sigulda, Letonia                     |
| 41 | George Hirthler                   | Estados Unidos | Autor de 'El Idealista' sobre Pierre de Coubertin                                                                                  | 23 de junio de 2022                      | Lausana, Suiza                       |
| 42 | Rolf Lukaschewski                 | Alemania       | Artista contemporáneo de origen alemán                                                                                             | 23 de junio de 2022                      | Lausana, Suiza                       |
| 43 | Michael Payne                     | Reino Unido    | Director de Marketing del COI | 1 de diciembre de 2022                   | Lausana, Suiza                       |

## Confusión
Algunos medios de comunicación informaron el 22 de agosto de 2016 que Nikki Hamblin y Abbey D'Agostino habían recibido la medalla después de colisionar unos con otros en la pista durante el evento de 5000 m y ayudándose mutuamente a continuar la carrera. El Comité Olímpico de Nueva Zelanda dijo no se había otorgado ese premio, y The Guardian corrigió su reporte confirmando que «el premio fue el del Comité Internacional para el Juego Limpio y no el Pierre de Coubertin».